# Christoph Friedrich Laemmel
Christoph Friedrich Laemmel, fälschlich auch Christian Friedrich Laemmel, (* 17. Jahrhundert in Frankenhausen; † nach 1718) war ein deutscher evangelischer Theologe.

## Leben
Christoph Friedrich Laemmel studierte Theologie und schloss das Studium mit dem Erhalt des Magistergrades an. Anschließend wurde er in Sachsen Kandidat für Theologie, hat aber offenbar nie ein Amt erhalten. Später reiste er von Sachsen aus durch Schweden und Dänemark, vermutlich, um seine Ausgabe der Schriften Hieronymus Wellers zu verbreiten. Als er von der Reise zurückkehrte, erfuhr er in Holstein die Gunst Dorothea Sophie von Schleswig-Holstein-Sonderburg-Glücksburgs. Im Zeitraum von 1709 bis 1719 lebte er in Hamburg. Weiteres ist über sein Leben nicht bekannt.
1706 veröffentlichte Laemmel eine Biografie über Johannes Bugenhagen. Seine Nationalität wurde fälschlicherweise mit dänisch angegeben.

## Schriften
- Historia Welleriana, das ist historische Beschreibung des adelichen Geschlechts des hochberühmten Theologi Hieronymi Welleri von Molsdorf. Leipzig 1700 (Digitalisat)
- Herausgabe: Opera Welleri (zwei Bände 1702)
- Historia Bugenhagiana, vitam sinceri Theologi, ac purioris doctrinae assertoris, Johannis Bugenhagii, Pomerani, Ejusque merita in ecclesiam atque literas complectens, ad Petri Vincentii autographum rarissimum una eum 150 aliquot autorum judiciis relatione historico-harmonica, studio et opera Ch. Fr. Laemmellii (Hafniae 1706)
- Catalogus scriptorum Chemnitianorum (1708)
- Herausgabe: Epistola apologetica Bugenhagina cum aliis, nebst einem Catalogo der Burgenhagischen Schriften (Hamburg 1709)
- Erschrecklicher Zorn-Spiegel des Eyferigen und Gerechten Gottes, Allen, sonderlich Großen und Prächtigen Städten, Bey itziger an vielen Orten hefftig grassierenden Pestilentz; Nebenst Warhafftigen Bericht und Erzehlung der zuvor nie erhörten grausamen Thaten und erschrecklichen Historien, zu Treuhertziger Warnung vorgestellt, und bey itziger gefährlichen Zeit zum Druck befördert von M. C. F. L. (1710)
- Erfreulicher Gnaden-Spiegel des Liebreichen und Gnädigen Gottes, Worinnen deutlich und klärlich zu erleben dessen mitten im Zorn erbarmendes Vater-Zertz, Allen bey itziger gefährlichen Zeit in Gefahr, Notz und Todes-Angst gerathenen, und für Gottes-Zorn-Ruthe erschrockenen Sellen, Nebenst etlichen sonderbaren Trostexempeln und des Geistreichen Theologi, Doct. Hieronymi Welleri, Recept oder Praeservativ wider die Pestilentz, wie auch dessen nöthigen Unterricht, wie ein jeder bey dergleichen Zeit sich verhalten soll, zum kräftigen Trost vorgestellt von M. C. F. L (1711)